# ستنلی، نیوبرانزویک
ستنلی، نیوبرانزویک (به انگلیسی: Stanley, New Brunswick) یک منطقهٔ مسکونی در کانادا است که در نیوبرانزویک واقع شده‌است. ستنلی ۴۱۲ نفر جمعیت دارد.